# پارک ملی ایل-آلاتائو
پارک ملی ایل-آلاتائو (به قزاقی: Ile-Alatau National Park) یک پارک ملی در قزاقستان است که در استان آلماتی واقع شده‌است.